# Письмо чёрного языка
«Письмо чёрного языка» (калм. Хара келни бичиг) — стихотворение калмыцкого просветителя Зая-Пандиты, памятник калмыцкой средневековой литературы, образец магического сочинения тарни, заклинание или молитва против харала.

## История
Ученик Зая-Пандиты Ратнабхадра упоминает «Письмо чёрного языка» в книге «Лунный свет: История рабджам Зая-Пандиты» как одно из творений Зая-Пандиты.
«Письмо чёрного языка» было написано Зая-Пандитой на основе тибетского текста для проведения обряда «Отрезание чёрного языка» (Хара келе утулган), который защищает от проклятия харал.
Само стихотворение не имеет названия. Ратнабхадра в перечне переводов Зая-Пандиты называет это стихотворение «Чёрный язык» («Хара келн»). Калмыцкий учёный Номто Очиров, который впервые перевёл это стихотворение на русский язык, называет его как «Письмо чёрного языка» («Хара келни бичиг»). На русском языке это стихотворение было впервые опубликовано Номто Очировым в его статье «Йорэлы, харалы и связанные со вторыми обряд „хара келе утулган“ у калмыков».
До нашего времени сохранились обрядники «Отрезание чёрного языка» под названиями «Хар келнə судур» (Сутра чёрного языка), «Хар кел утлулhна судур» (Сутра отрезания чёрного языка) и «Хар кел урвагч судур» (Сутра, охраняющая от чёрного языка), которые хранятся в фонде Дорджиева Калмыцкого института гуманитарных исследований.
В настоящее время рукописный вариант «Письма чёрного человека» на тодо бичиг хранится почти в каждой калмыцкой семье и читается при проведении обряда «Отрезание чёрного языка».

## Текст
«Поклоняюсь Будде, его Учению и сонму Духовенства!

Отрезываю верёвку, уничтожая зависть людей.

Отрезываю, искореняя зло от случайных недоброжелателей, прекращая бедствия от враждебных скал.

Да распространяются йорэлы мудрых и праведных людей!

Отрезываю, разрушая план и умысел злых и завистливых существ.

Отрезываю, рассеивая и уничтожая злые намерения врагов священного обета.

Отрезываю язык того, кто со злобой и завистью говорит: «Он сделался сановником, господином и богачом», язык того, кто клевещет: «Он болен дурною болезнью», язык того, кто лжёт, говоря: «Он присвоил чужое».

Отрезываю, уничтожая зло всех сущих на земле.

Отрезываю, пресекая месть небожителей.

Отрезываю, устраняя всякие последствия дурных снов.

Да замрёт и застынет всё злое и грубое!

Да распространяются любовь и добродетель!

Отрезываю, устраняя проклятье отца и матери.

Отрезываю, устраняя проклятье братьев и сестёр.

Отрезываю, устраняя брань родственников, товарищей, соседей, знакомых и прочих недоброжелателей.

Отрезываю, уничтожая зло от всех дурных знамений.

Отрезываю, побеждая все проклятия, направленные на меня врагами, подобно остриям пик и штыков.

Да проблуждают твои проклятия в бесконечном мировом пространстве; да вернутся к тебе и закружат твою голову, подобно голове кружённой овцы!

Сочинил мудрый лама Зая-Пандита, распространяя любовь и добродетель, уничтожая зло, ненависть и вражду" (Перевод Номто Очирова в книге «Лунный свет», стр. 252—253)

## Проведение обряда
Произносивший харал для его усиления и действенности смазывал свой язык чёрной сажей, от чего этот обряд и получил своё название. Для нейтрализации харала совершался обряд «отрезание чёрного языка». Во время проведения этого обряда совершалось отрезание кончика верёвки, которая символизирует «чёрный язык» и читается заклинание, которое было написано Зая-Пандитой в качестве комментария к одному из его переводов. Как упоминает Номто Очиров к обряду «отрезания чёрного языка» обращались при видении дурного сна, болезнях, стремелении сохранить себя от проклятия или зависти других людей. Номто Очиров определяет этот обряд как семейный. В начале обряда гелюнг читал молитву, после чего начался сам обряд. Глава семьи держал во рту один из концов скрученной пряжи чёрного или белого цвета, другой конец пряжи находился в руках гелюнга, который отрезал её несколько раз пол чтение молитвы, которую читал второй его помощник. При этом верёвка олицетворяла язык приклинающего человека. Обрезки верёвки собирали в небольшую кучу, на них плевали все члены семьи и после сжигали. Пепел сожжённой верёвки зарывали под порогом дома заказавшего обряд. С этого момента считалось, что харал утрачивал свою силу. После совершения обряда произносилось благопожелание йорял. В некоторых случаях после обряда «отрезания чёрного языка» совершался обряд разбрасывания освящённого риса, который символизировал очищение жилища.
Калмыцкий поэт Константин Эрендженов в своей книге «Цецн булг» (Источник мудрости) даёт пример заклинания при исполнении обряда «отрезание чёрного языка», которое произносят по причине болезни одного из членов семьи:

«Молись ному, бурханам и хуваракам (молится заболевший)

Отрежь язык тем, кто завидует тебе (верёвку режет совершающий обряд).

Пусть тебя не достигнет яд человека с чёрными мыслями. Режь чёрный язык (верёвку режет совершающее обряд духовное лицо). 

Кто бы он ни был - и нойон, и богач, пусть вскипит яд. Отрежь чёрный язык (верёвку режет заболевшщий).

Кто обманывает и говорит, что у него плохие болезни? Отрежь чёрный язык (верёвку режет заболевшщий).

Отрежь чёрный язык того, кото говорит неправду (верёвку режет совершающее обряд духовное лицо).

Харалы, предназначенные мне, пусть исчезнут как концы холодного оружия. Отрежь чёрный язык (верёвку режет совершающее обряд духовное лицо)". 

При достижении конца верёвки шеи заболевшего человека гелюнг заканчивает: 

"Пусть избавится от проклятий отца и матери,

Пусть избавится от проклятий братьев и сестёр,

Пусть избавится от проклятий родственников отца и матери.